# Concentración de tensiones

Las isostáticas (curvas integrales del campo de tensiones principales) de tracción son más densas o se concentran alrededor de los límites del agujero circular.

Una concentración de tensiones (también llamado concentrador de tensión) es una localización dentro de un sólido elástico donde la tensión local es significativamente mayor que la carga nominal aplicada. Un objeto es más resistente cuando la fuerza se distribuye uniformemente sobre su área, de tal manera que una reducción del área efectiva, por ejemplo causada por una fisura, conduce un aumento de las tensiones cerca del límite de dicho defecto (respecto a la situación en que dicho defecto no existiera). Un material puede fallar por propagación de grieta cuando una concentración de tensiones excede el límite del material a pesar de que la tensión media esté por debajo de límite resistente.
La resistencia real en fractura de un material siempre es más baja que el valor teórico precisamente porque la mayor parte de elementos resistentes contienen pequeñas fisuras o impurezas que crean un concentrador de tensiones. Las fisuras de fatiga siempre empieza como concentradores de tensiones, así pues eliminar dichos defectos incrementa la resistencia frente a fatiga.

## Causas

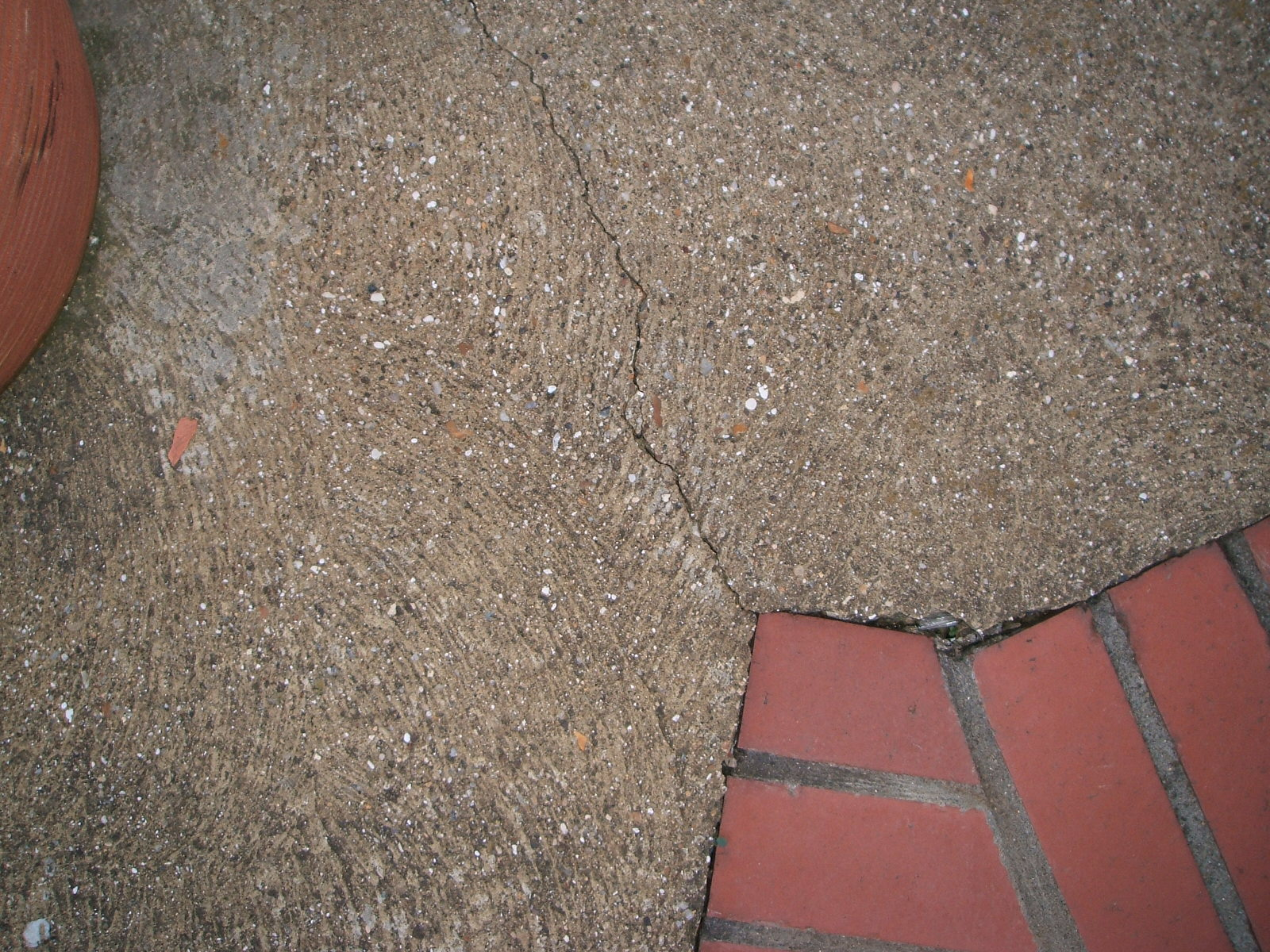
Un canto agudo en el pavimento ha actuado como concetrador de tensiones en el hormigón provocando una fisura

Las discontinuidades geométricas o la falta de suavidad de una geometría actúan como concentradores de tensión. Los extremos de las fisuras, las esquinas agudas, los agujeros y los cambios de sección transversal son ejemplos de concentradores de tensiones. Las tensiones locales altas pueden producir un fallo más temprano de un elemento resistente, por esa razón los ingenieros diseñan las geometrías para minimizar la concentración de tensiones.

## Prevención
Una medida para prevenir los peores tipos de concentradores, las fisuras, es taladrar un gran agujero al final de la grieta. Esta medida puede parecer contraintuitiva, pero de hecho la estructura interna de la parte compacta de los huesos cuenta con las osteonas que pueden servir para esa función. La medida funciona porque en realidad el radio de curvatura del concentrador de tensiones se hace más grande, ya que la punta de una grieta es un defecto más agudo que un taladro. Así el agujero taladrado, con su mayor diámetro tiene asociada una concentración de tensiones menores que el afilado extremo de la fisura.
Resulta importante verificar sistemáticamente la existencia de concentradores de tensiones asociados a fisuras. Existe una longitud crítica de la fisura, tal que si ese valor es sobrepasado, la fisura continúa creciendo hasta que se produce un fallo catastrófico. Una vez la fisura supera la longitud crítica no se requiere un aumento de la tensión adicional para provocar que la fisura siga creciendo, por lo que la fisura sigue creciendo hasta el fallo total. La teoría de Griffith en el seno de la mecánica de la fractura sirve para explicar porqué existe una longitud crítica de fractura.

## Ejemplos

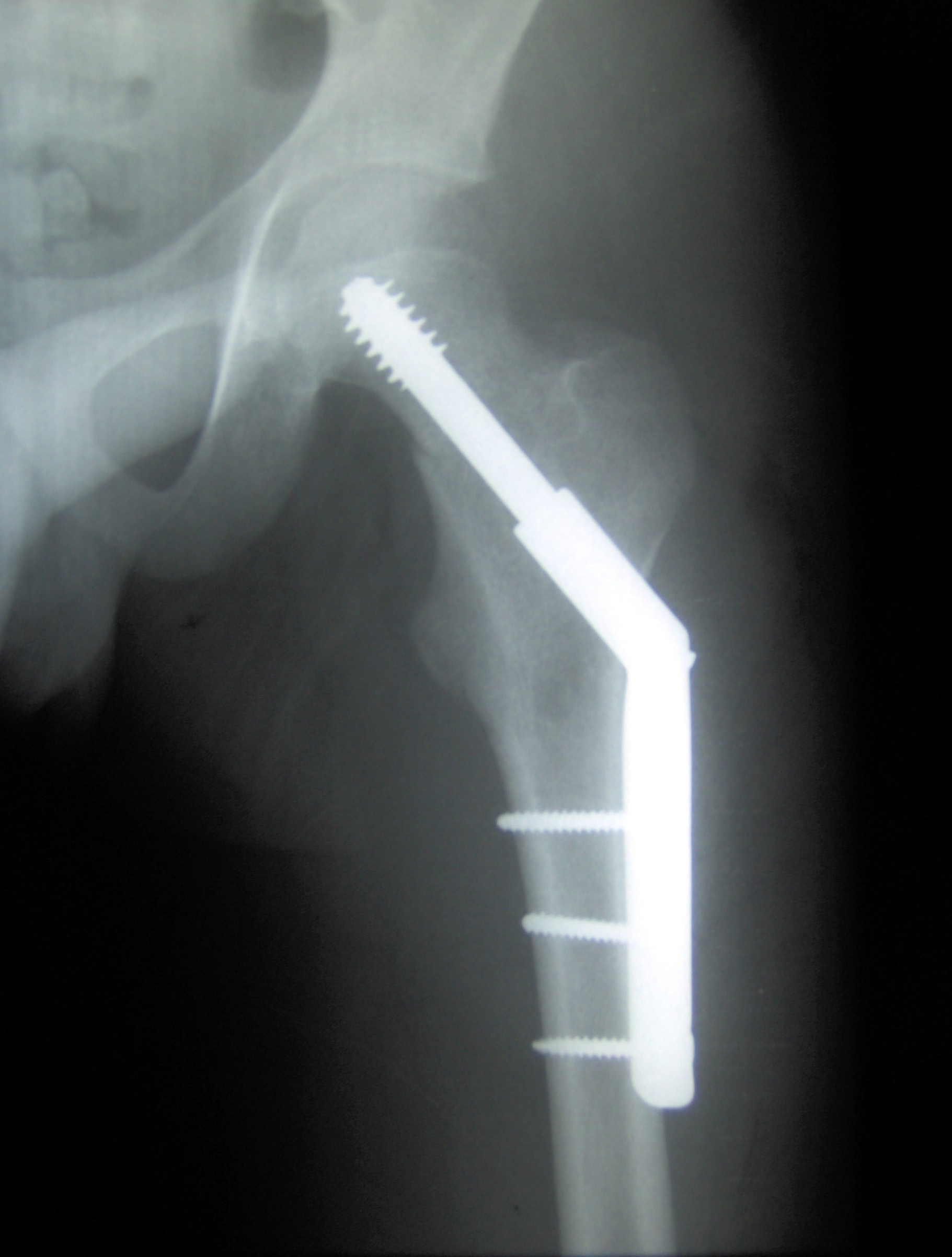
Este implante ortopédico se colocó para sujetar el fémur tras una fractura de cadera, sin embargo, la concentración de tensiones incrementa el riesgo de que falle bajo esfuerzo.

- El término "elevador de tensiones" se usa en ortopedia para referirse a un punto donde es posible que un implante provoque una concentración de tensiones que pueda llevar a un fallo mecánico.
- Un caso muy famoso de fallo por concentración de tensiones es el fallo de las aeronaves de la serie De Havilland Comet, y la rotura frágil de los barcos de la clase Liberty a bajas temperaturas provocadas por tormentas en el Atlántico norte combinada con concentración de tensiones en las esquinas de las escotillas.

## Factor de concentración para grietas
La máxima tensión que aparece cerca del extremo de una grieta aparece en la región de menor radio de curvatura. Para una grieta elíptica de longitud {\displaystyle 2a} y ancho {\displaystyle b}, bajo una tensión aplicada promedio {\displaystyle \sigma }, llega a alcanzar dos máximos sobre los dos extremos del semieje mayor dados por:

{\displaystyle \sigma _{max}=\sigma \left(1+2{\cfrac {a}{b}}\right)=\sigma \left(1+2{\sqrt {\cfrac {a}{\rho }}}\right)}

donde ρ es el radio de curvatura de la punta de la grieta. Un factor de concentración de tensiones es el cociente entre la máxima tensión {\displaystyle \sigma _{max}} respecto a la tensión promedio o tensión de referencia {\displaystyle \sigma } para la sección (suponiendo que no hubiera concentración de tensiones). El análisis elástico implica que el radio de curvatura se aproxima a cero, el máximo de tensión crece sin límite (en la realidad cuando la tensión crece suficientemente se alcanza plastificaciones locales). Nótese que el factor de concentración de tensiones es una función de la geometría de grieta o el defecto que provoca la concentración de tensiones, y no de su tamaño. Los factores más frecuentes pueden encontrarse en manuales de referencia de ingeniería y se usan para estimar el valor de las tensiones reales que podría aparecer. En ese procedimiento las tensiones de referencia o promedio son calculadas por medio de los métodos de la resistencia de materiales, y esos valores son corregidos mediante los factores de concentración de tensiones.

## Cálculo del factor de concentración de tensiones
Existen métodos experimentales para estimar los factores de concentración, entre los que están la fotoelasticidad, recubrimientos frágiles o galgas de deformación. Aunque todos estos procedimientos son adecuados, todos ellos tienen desventajas experimentales, ambientales o de precisión.
Durante la fase de diseño, existen diversos enfoques para estimar los factores de concentración de tensiones y, de hecho, se han publicado numerosos compendios recogiendo factores de concentración. Tal vez el más famoso de ellos es el debido a Peterson, Stress Concentration Design Factors ('Factores de concentración de tensiones para el dimensionado') , publicado por primera vez en 1953.[cita requerida] Actualmente, se usan frecuentemente estimaciones basada en el método de los elementos finitos (MEF). Otros enfoques teóricos que usan consideraciones sobre la elasticidad o la resistencia de materiales, permiten llegar a ecuaciones similares a las obtenidas anteriormente.
Existen pequeñas diferencias entre los factores publicados en compendios, los calculados por el MEF y los valores teóricos. Cada método tienen ventajas y desventajas. Muchos datos publicados fueron obtenidos de montajes experimentalres, mientras que el MEF calcula el pico de tensión directamente y las tensiones nominales pueden obtenerse promediando en el material alrededor del pico.